# Bellegarde-en-Marche
Pour les articles homonymes, voir Bellegarde.
Bellegarde-en-Marche est une commune française située dans le département de la Creuse, en région Nouvelle-Aquitaine.

## Géographie

### Généralités
Dans le quart sud-est du département de la Creuse, la commune de Bellegarde-en-Marche s'étend sur 3,14 km2.
L'altitude minimale se trouve localisée à l'extrême est, là où un petit ruisseau affluent de la Tardes quitte la commune et entre sur celle de Saint-Silvain-Bellegarde. L'altitude maximale avec 648 mètres est située au sud-ouest, dans le bois de Bias.
À l'intersection des routes départementales 9, 39, 40A et 988, le bourg de Bellegarde-en-Marche est situé, en distances orthodromiques, dix kilomètres à l'est-nord-est d'Aubusson.
Le GR 46 traverse le territoire communal sur environ deux kilomètres, passant par le bourg et sa rue principale.

### Communes limitrophes
Le territoire communal de Bellegarde-en-Marche est presque intégralement inclus dans celui de Saint-Silvain-Bellegarde, hormis au nord-ouest où il est limitrophe de La Chaussade, et à l'ouest où il est limitrophe — sur environ 900 mètres — de l'enclave de Montignat qui fait partie de la commune de Saint-Alpinien.

### Climat
Pour des articles plus généraux, voir Climat de la Nouvelle-Aquitaine et Climat de la Creuse.
Historiquement, la commune est exposée à un climat montagnard.  
En 2020, Météo-France publie une typologie des climats de la France métropolitaine dans laquelle la commune est exposée à un climat de montagne et est dans la région climatique  Ouest et nord-ouest du Massif Central, caractérisée par une pluviométrie annuelle de 900 à 1 500 mm, maximale en automne et en hiver.
Pour la période 1971-2000, la température annuelle moyenne est de 9,6 °C, avec  une amplitude thermique annuelle de 15,1 °C. Le cumul annuel moyen de précipitations est de 991 mm, avec 12,3 jours de précipitations en janvier et 7,7 jours en juillet. Pour la période 1991-2020, la température moyenne annuelle observée sur la station météorologique la plus proche, située sur la commune de Lupersat à 4,73 km à vol d'oiseau, est de 10,8 °C et le cumul annuel moyen de précipitations est de 934,9 mm,. Pour l'avenir, les paramètres climatiques de la commune estimés pour 2050 selon différents scénarios d’émission de gaz à effet de serre sont consultables sur un site dédié publié par Météo-France en novembre 2022.

## Urbanisme

### Typologie
Au 1er janvier 2024, Bellegarde-en-Marche est catégorisée commune rurale à habitat dispersé, selon la nouvelle grille communale de densité à 7 niveaux définie par l'Insee en 2022.
Elle est située hors unité urbaine. Par ailleurs la commune fait partie de l'aire d'attraction d'Aubusson, dont elle est une commune de la couronne,. Cette aire, qui regroupe 34 communes, est catégorisée dans les aires de moins de 50 000 habitants,.

### Occupation des sols
L'occupation des sols de la commune, telle qu'elle ressort de la base de données européenne d’occupation biophysique des sols Corine Land Cover (CLC), est marquée par l'importance des territoires agricoles (80,2 % en 2018), en diminution par rapport à 1990 (83,5 %). La répartition détaillée en 2018 est la suivante : 
prairies (73,5 %), zones urbanisées (12,5 %), forêts (7,2 %), zones agricoles hétérogènes (6,8 %). L'évolution de l’occupation des sols de la commune et de ses infrastructures peut être observée sur les différentes représentations cartographiques du territoire : la carte de Cassini (XVIIIe siècle), la carte d'état-major (1820-1866) et les cartes ou photos aériennes de l'IGN pour la période actuelle (1950 à aujourd'hui).

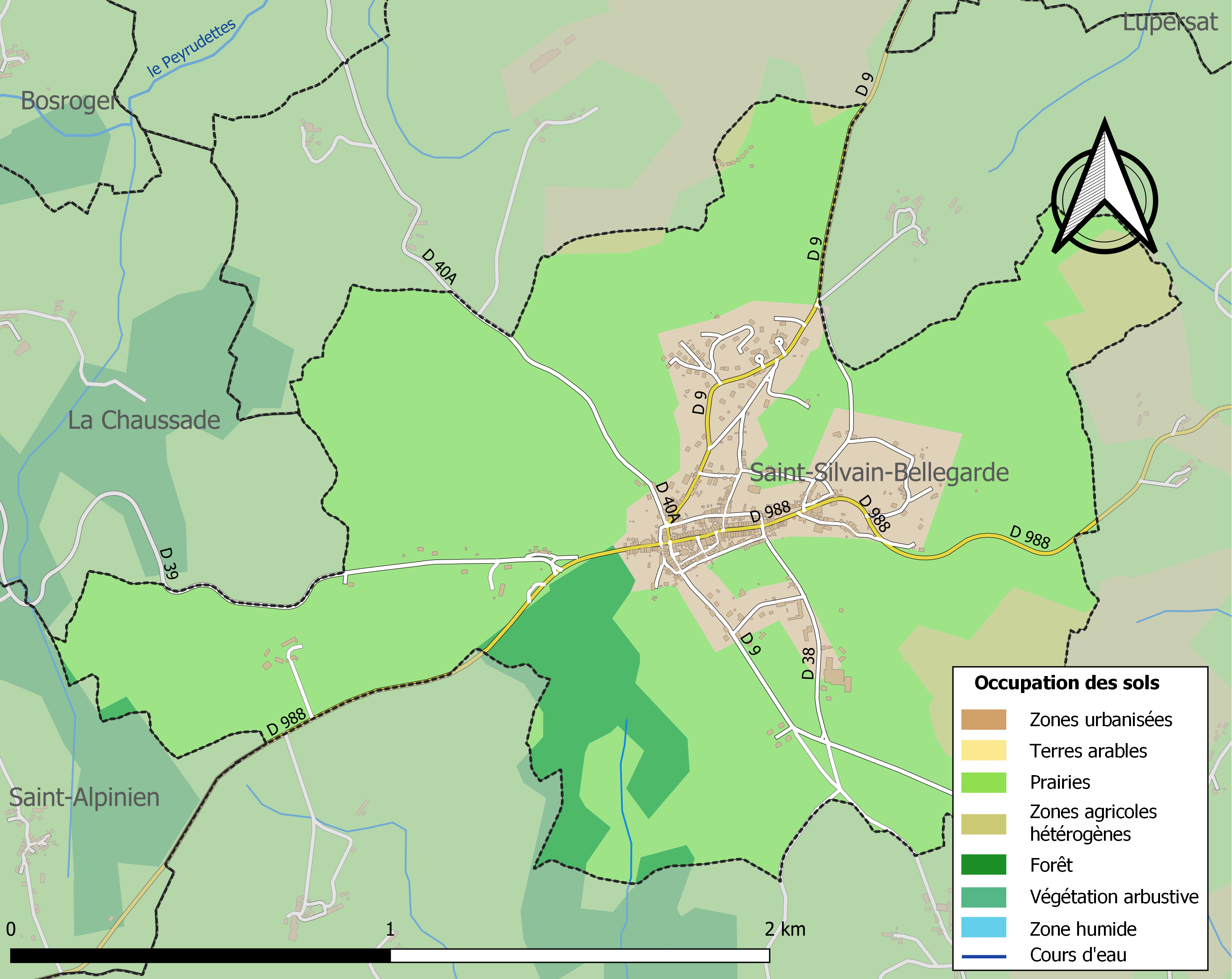
Carte des infrastructures et de l'occupation des sols de la commune en 2018 (CLC).

### Risques majeurs
Le territoire de la commune de Bellegarde-en-Marche est vulnérable à différents aléas naturels : météorologiques (tempête, orage, neige, grand froid, canicule ou sécheresse) et séisme (sismicité faible). Il est également exposé à un risque particulier : le risque de radon. Un site publié par le BRGM permet d'évaluer simplement et rapidement les risques d'un bien localisé soit par son adresse soit par le numéro de sa parcelle.

#### Risques naturels

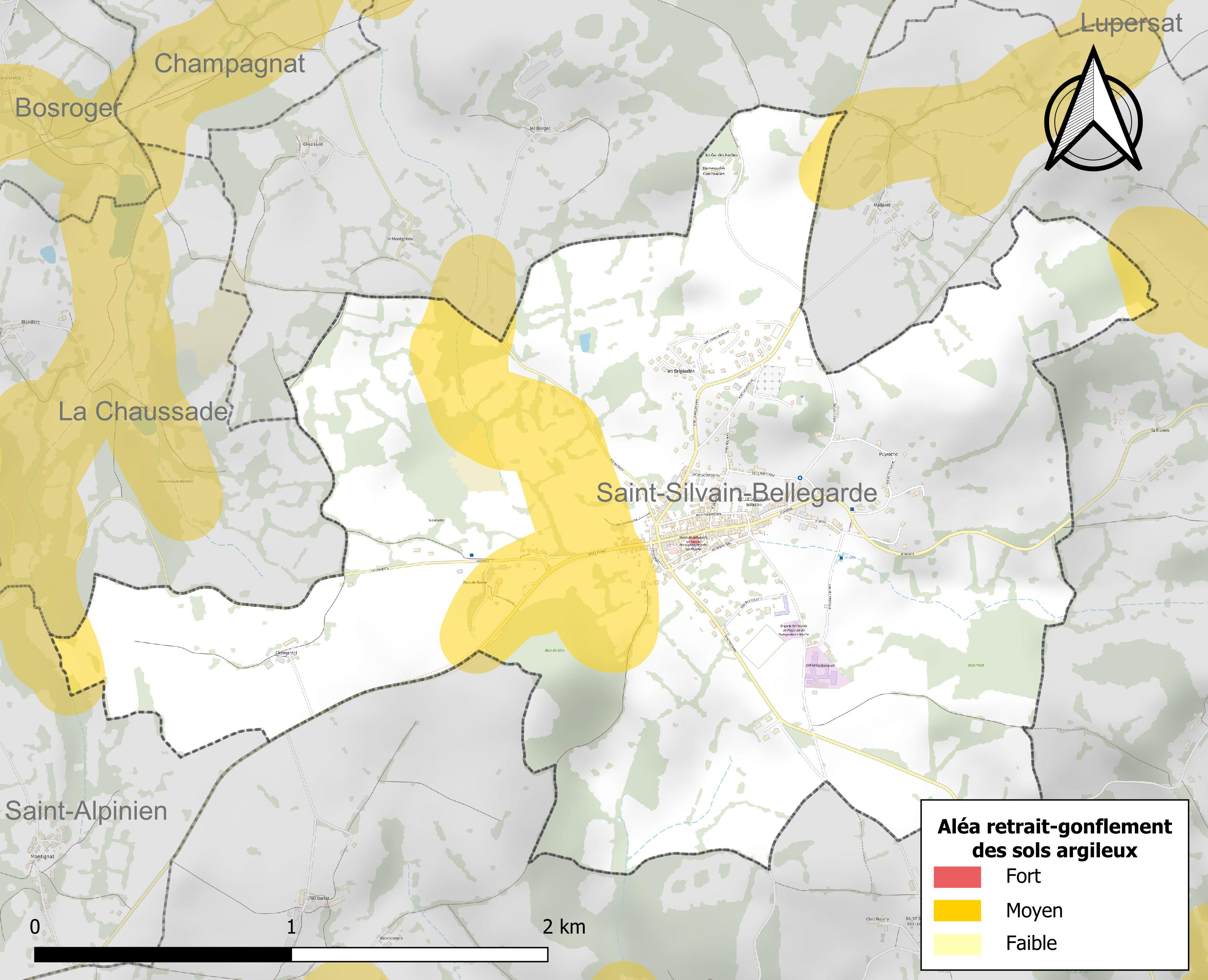
Carte des zones d'aléa retrait-gonflement des sols argileux de Bellegarde-en-Marche.

Le retrait-gonflement des sols argileux est susceptible d'engendrer des dommages importants aux bâtiments en cas d’alternance de périodes de sécheresse et de pluie. 12,9 % de la superficie communale est en aléa moyen ou fort (33,6 % au niveau départemental et 48,5 % au niveau national). Sur les 267 bâtiments dénombrés sur la commune en 2019, 19 sont en aléa moyen ou fort, soit 7 %, à comparer aux 25 % au niveau départemental et 54 % au niveau national. Une cartographie de l'exposition du territoire national au retrait gonflement des sols argileux est disponible sur le site du BRGM,.
Par ailleurs, afin de mieux appréhender le risque d’affaissement de terrain, l'inventaire national des cavités souterraines permet de localiser celles situées sur la commune.
La commune a été reconnue en état de catastrophe naturelle au titre des dommages causés par les inondations et coulées de boue survenues en 1982, 1999 et 2020. Concernant les mouvements de terrains, la commune a été reconnue en état de catastrophe naturelle au titre des dommages causés par des mouvements de terrain en 1999.

#### Risque particulier
Dans plusieurs parties du territoire national, le radon, accumulé dans certains logements ou autres locaux, peut constituer une source significative d’exposition de la population aux rayonnements ionisants. Certaines communes du département sont concernées par le risque radon à un niveau plus ou moins élevé. Selon la classification de 2018, la commune de Bellegarde-en-Marche est classée en zone 3, à savoir zone à potentiel radon significatif.

#### Transports en commun
- Réseau TransCreuse

## Toponymie
La commune se nomme Bèla Garda en occitan.

## Histoire
Bellegarde est une bastide créée au XIIIe siècle. C'est en 1892 que la commune prend son nom actuel.
- Ancienne capitale du Franc-alleu.
- Dans le sillage d'Aubusson et de Felletin, des ateliers de tapisserie étaient implantés dans la ville, après le Moyen Âge. Bellegarde fut même un temps considérée comme une « rivale » d'Aubusson et de Felletin dans cette activité.

## Politique et administration

### Liste des maires

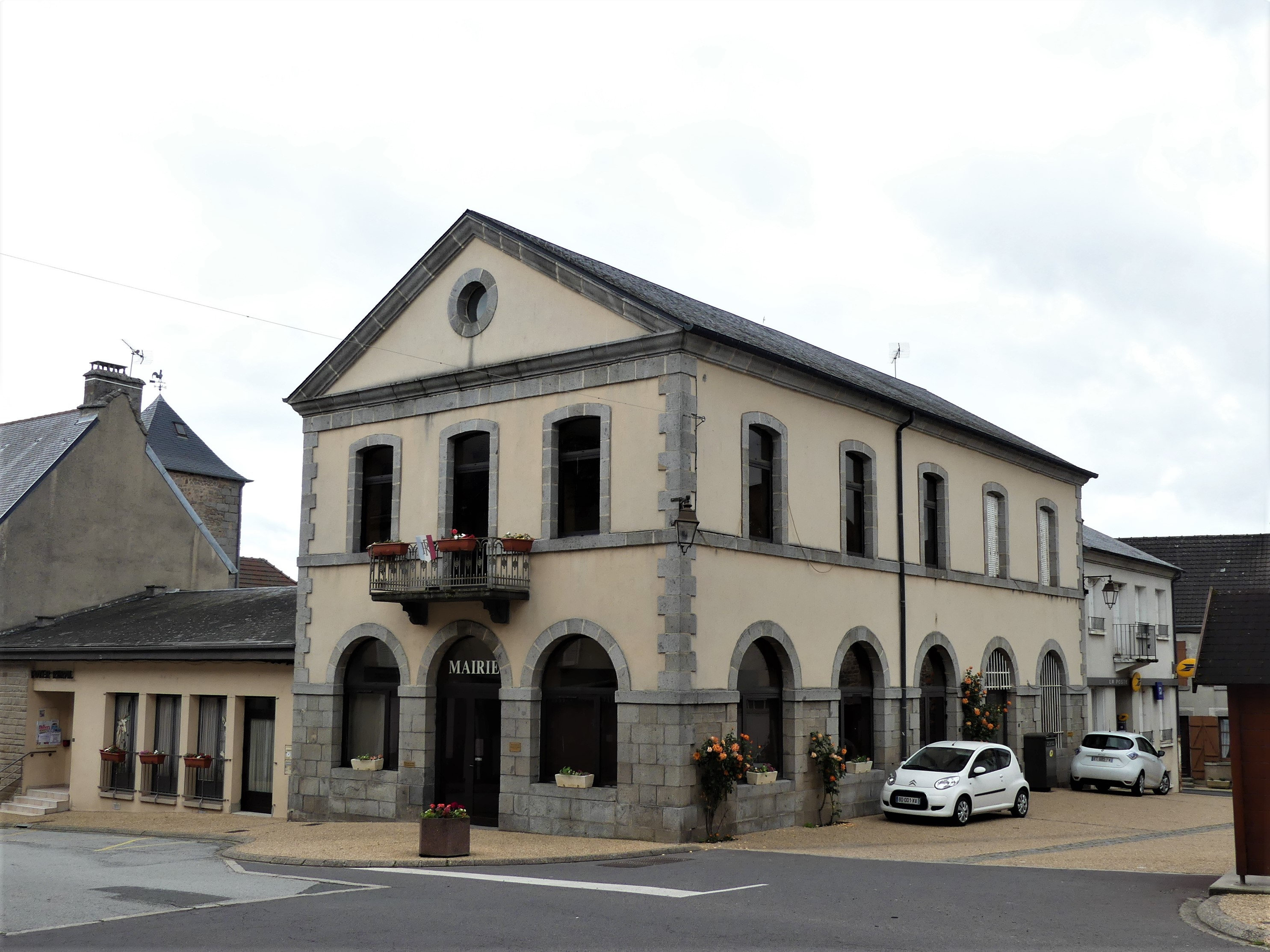
La mairie

| Période                                  | Période  | Identité            | Étiquette | Qualité         |
| ---------------------------------------- | -------- | ------------------- | --------- | --------------- |
| Les données manquantes sont à compléter. |          |                     |           |                 |
|                                          |          |                     |           |                 |
| avant 1988                               | ?        | Jean Lauradoux      |           |                 |
| mars 2001                                | En cours | Jean-Pierre Bonnaud | DVG       | Agent technique |

### Jumelages

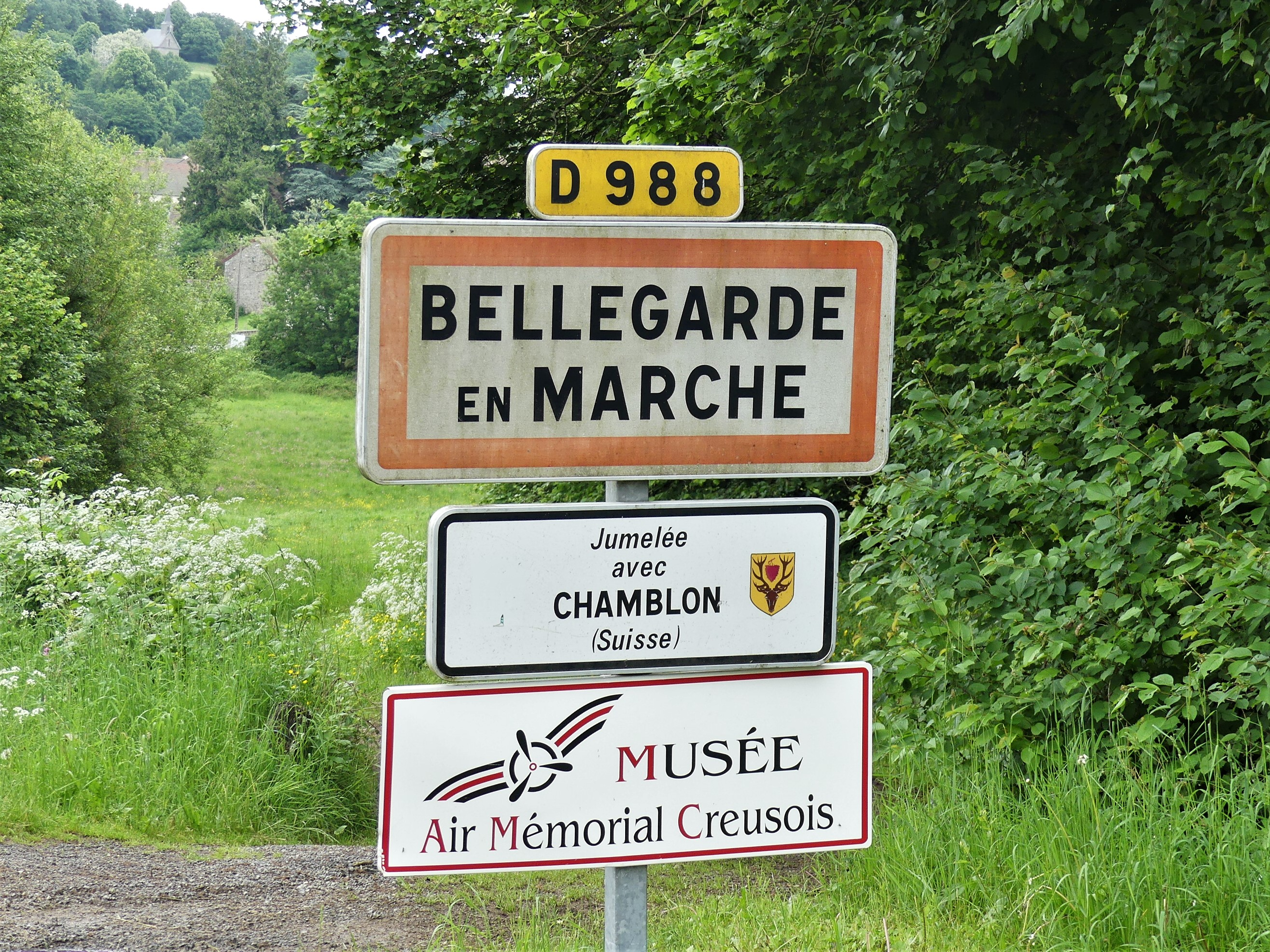
Panneau de jumelage de Bellegarde-en-Marche.

| Ville | Ville    | Pays | Pays   | Période     |
| ----- | -------- | ---- | ------ | ----------- |
|       | Chamblon |      | Suisse | depuis 1997 |

## Démographie
L'évolution du nombre d'habitants est connue à travers les recensements de la population effectués dans la commune depuis 1793. Pour les communes de moins de 10 000 habitants, une enquête de recensement portant sur toute la population est réalisée tous les cinq ans, les populations de référence des années intermédiaires étant quant à elles estimées par interpolation ou extrapolation. Pour la commune, le premier recensement exhaustif entrant dans le cadre du nouveau dispositif a été réalisé en 2006.

En 2022, la commune comptait 357 habitants, en évolution de −12,5 % par rapport à 2016 (Creuse : −3,32 %, France hors Mayotte : +2,11 %).
| 1793  | 1800 | 1806 | 1821 | 1831 | 1836 | 1841 | 1846 | 1851 |
| ----- | ---- | ---- | ---- | ---- | ---- | ---- | ---- | ---- |
| 1 687 | 647  | 687  | 829  | 868  | 871  | 852  | 796  | 816  |

| 1856 | 1861 | 1866 | 1872 | 1876 | 1881 | 1886 | 1891 | 1896 |
| ---- | ---- | ---- | ---- | ---- | ---- | ---- | ---- | ---- |
| 746  | 758  | 727  | 688  | 728  | 706  | 692  | 679  | 629  |

| 1901 | 1906 | 1911 | 1921 | 1926 | 1931 | 1936 | 1946 | 1954 |
| ---- | ---- | ---- | ---- | ---- | ---- | ---- | ---- | ---- |
| 621  | 605  | 580  | 572  | 545  | 509  | 504  | 445  | 395  |

| 1962 | 1968 | 1975 | 1982 | 1990 | 1999 | 2006 | 2011 | 2016 |
| ---- | ---- | ---- | ---- | ---- | ---- | ---- | ---- | ---- |
| 404  | 413  | 417  | 407  | 425  | 425  | 417  | 397  | 408  |

| 2021 | 2022 | - | - | - | - | - | - | - |
| ---- | ---- | - | - | - | - | - | - | - |
| 375  | 357  | - | - | - | - | - | - | - |

## Culture locale et patrimoine

### Lieux et monuments
- La tour de l'Horloge qui date du XIIIe siècle est le seul vestige restant de l'enceinte de la bastide médiévale. Elle est inscrite au titre des monuments historiques depuis 1963[19].
- L'église de l'Assomption-de-la-Très-Sainte-Vierge.
- Le musée « Air mémorial creusois » présente des archives en lien avec deux Creusois précurseurs de l'aviation : Lionel de Marmier et François Denhaut (inventeur de l'hydravion à coque)[25].

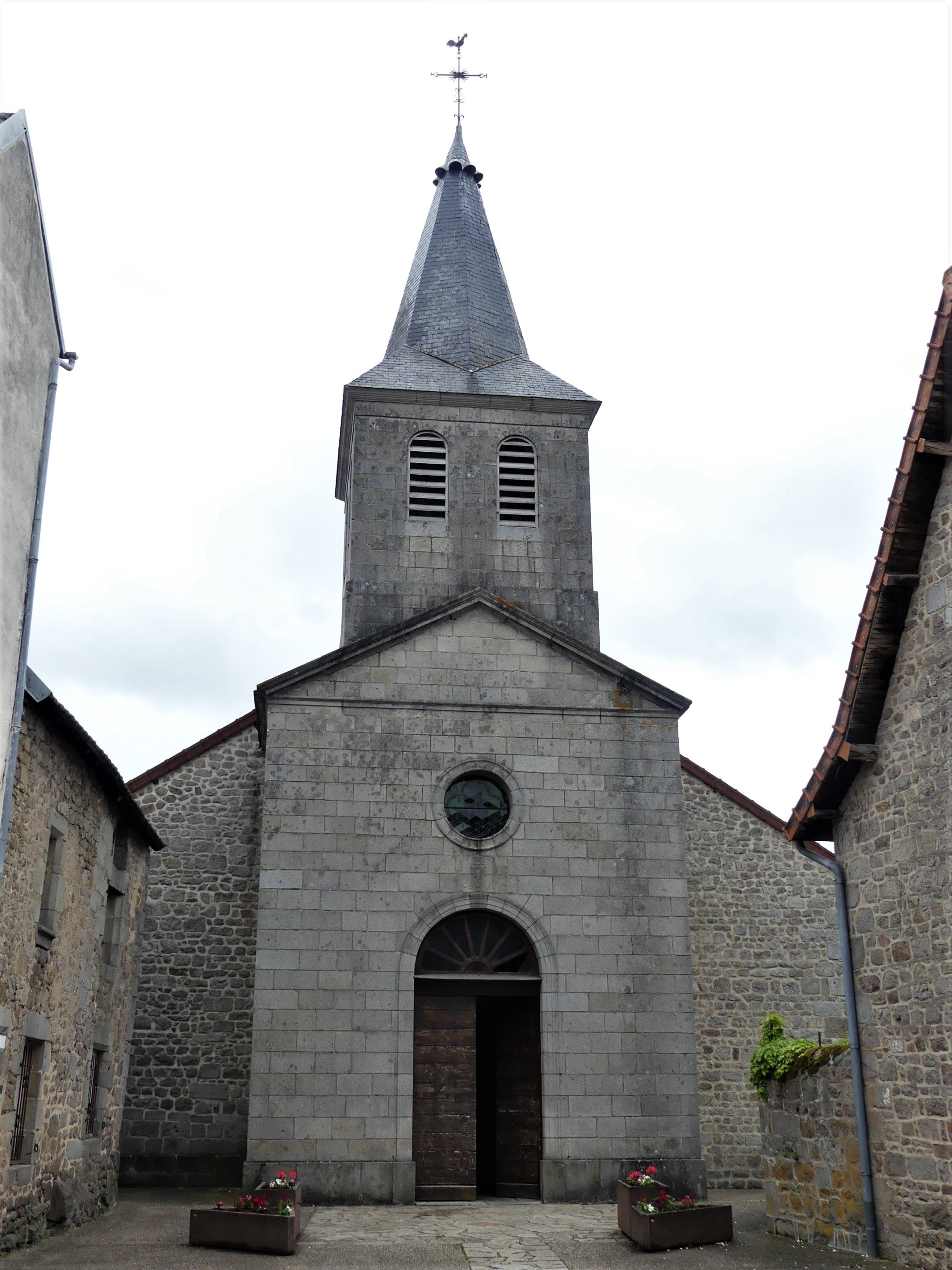
L'église.
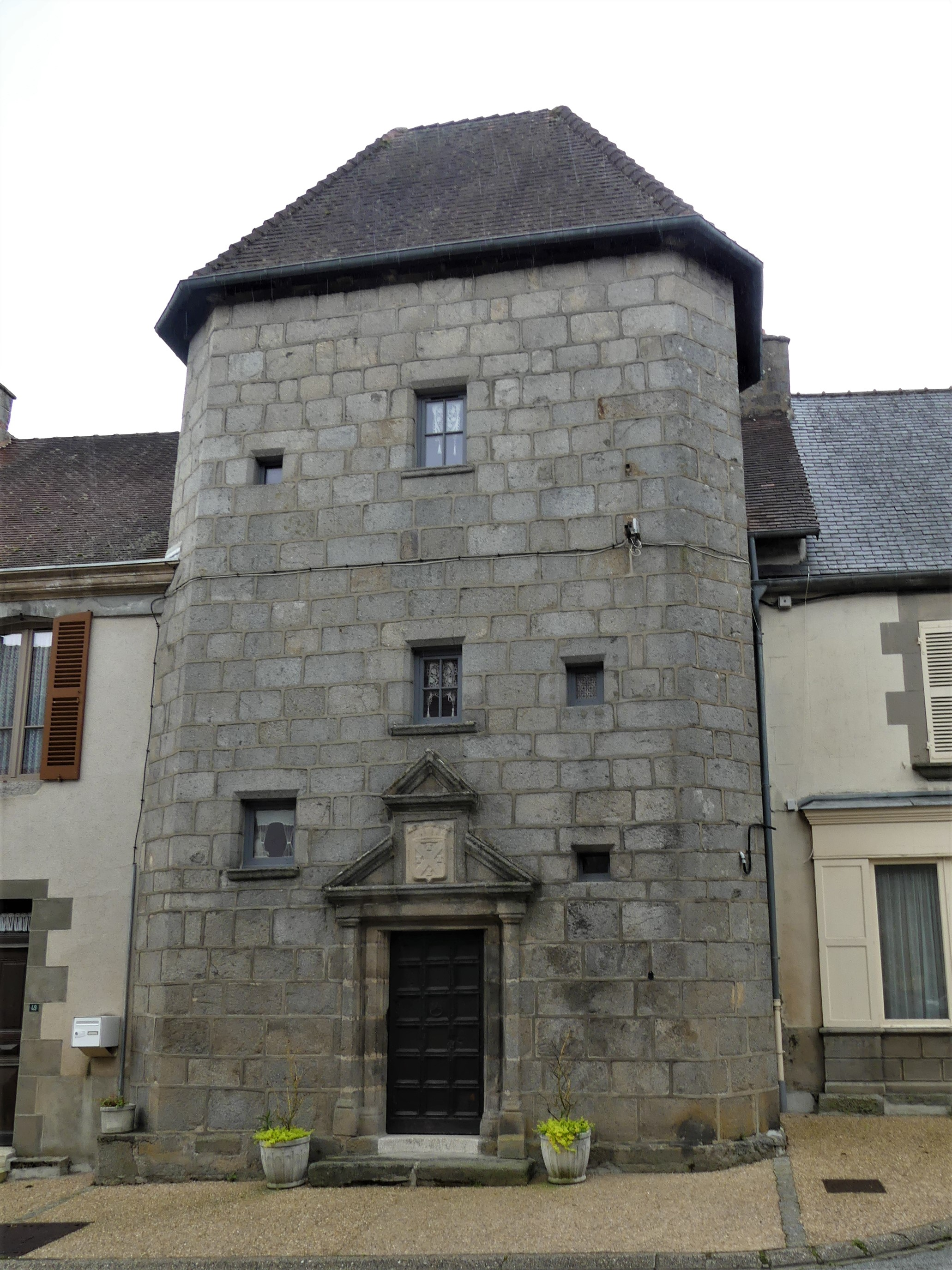
La tour Jacqueron.
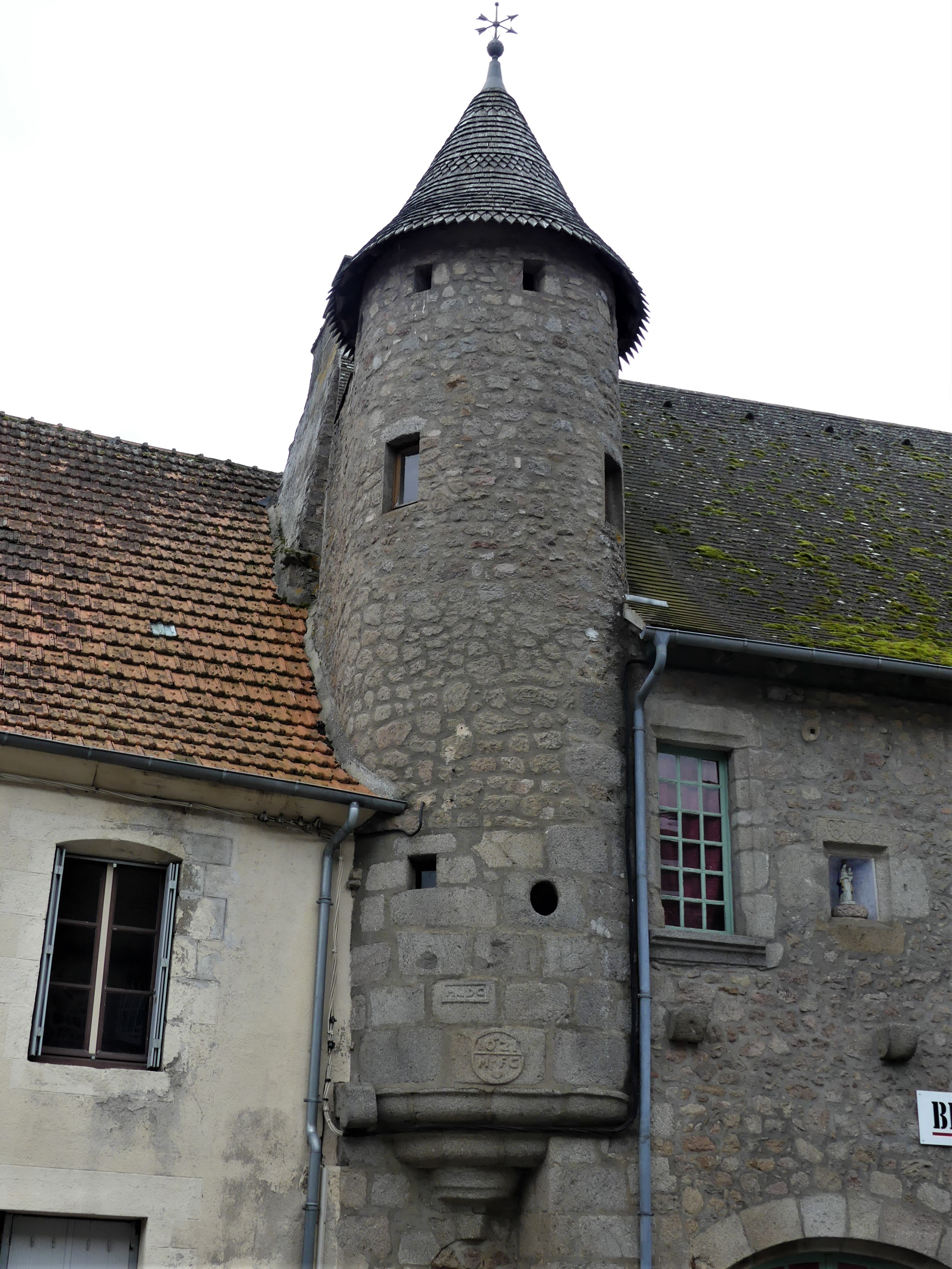
La tourelle de la maison Chevanne.
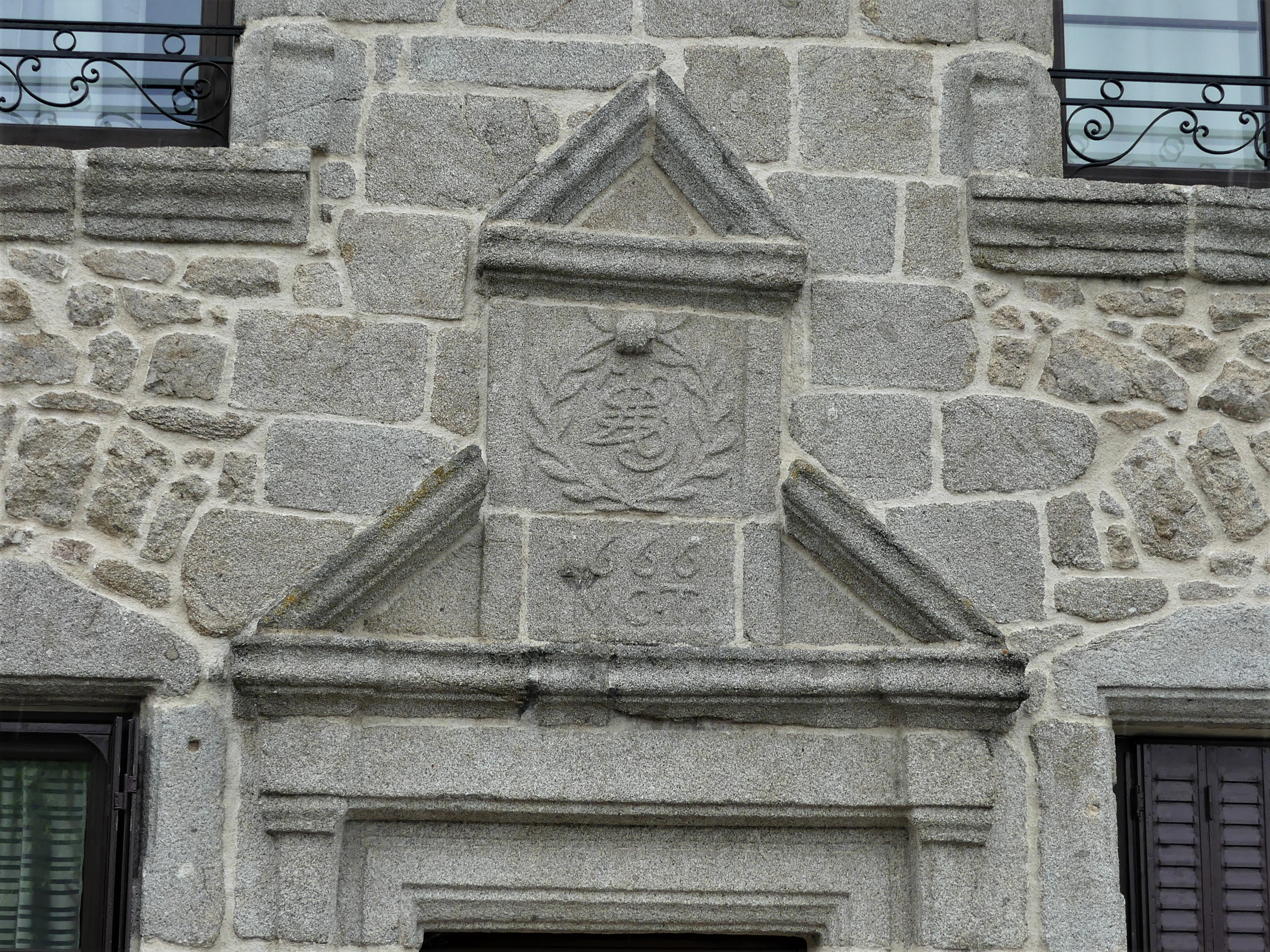
Fronton daté de 1666 de la maison Allègre.
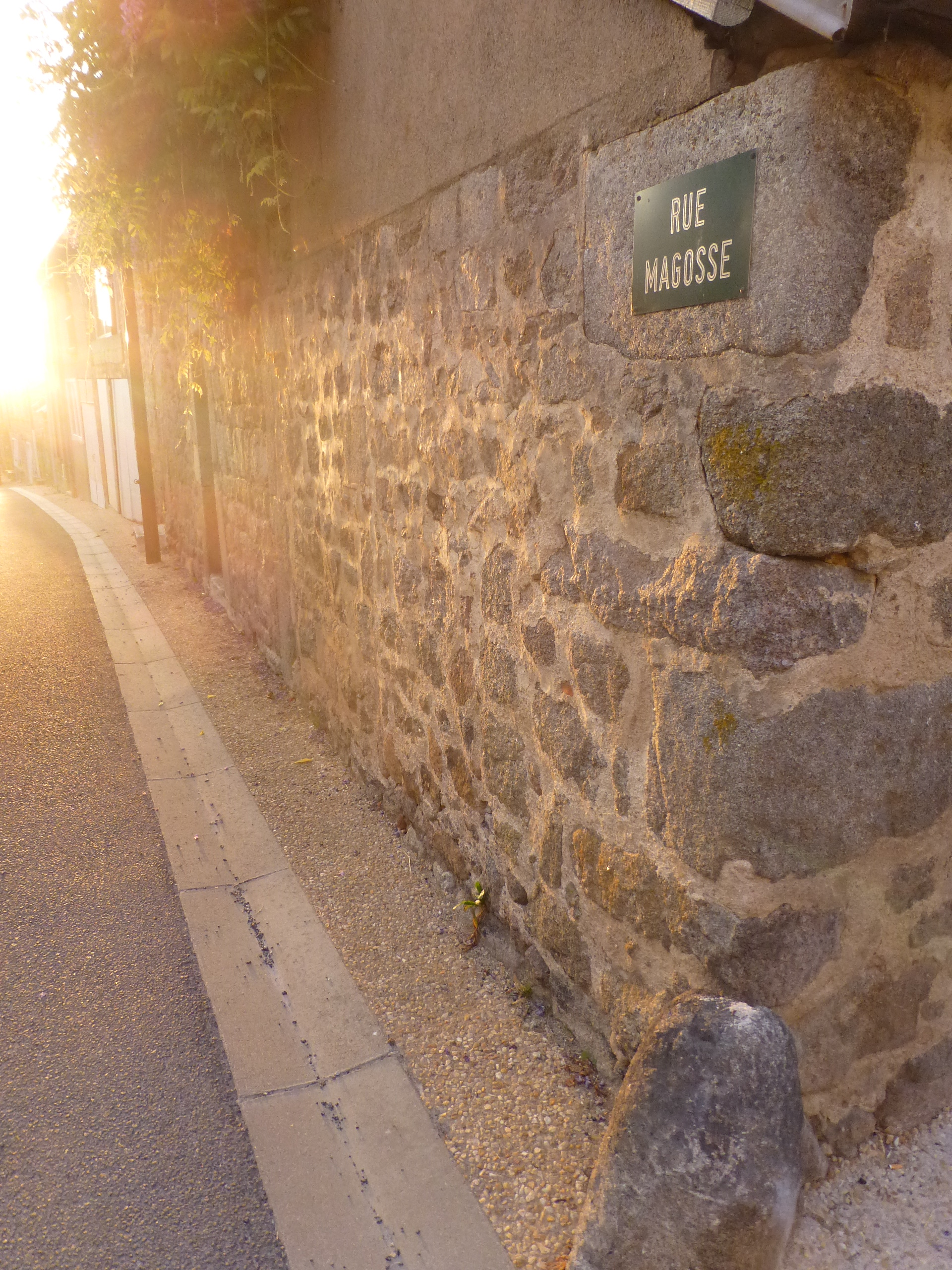
Rue Magosse (ancienne rue du marché: « magos » signifiant « marché » en celto-gaulois), juillet 2019
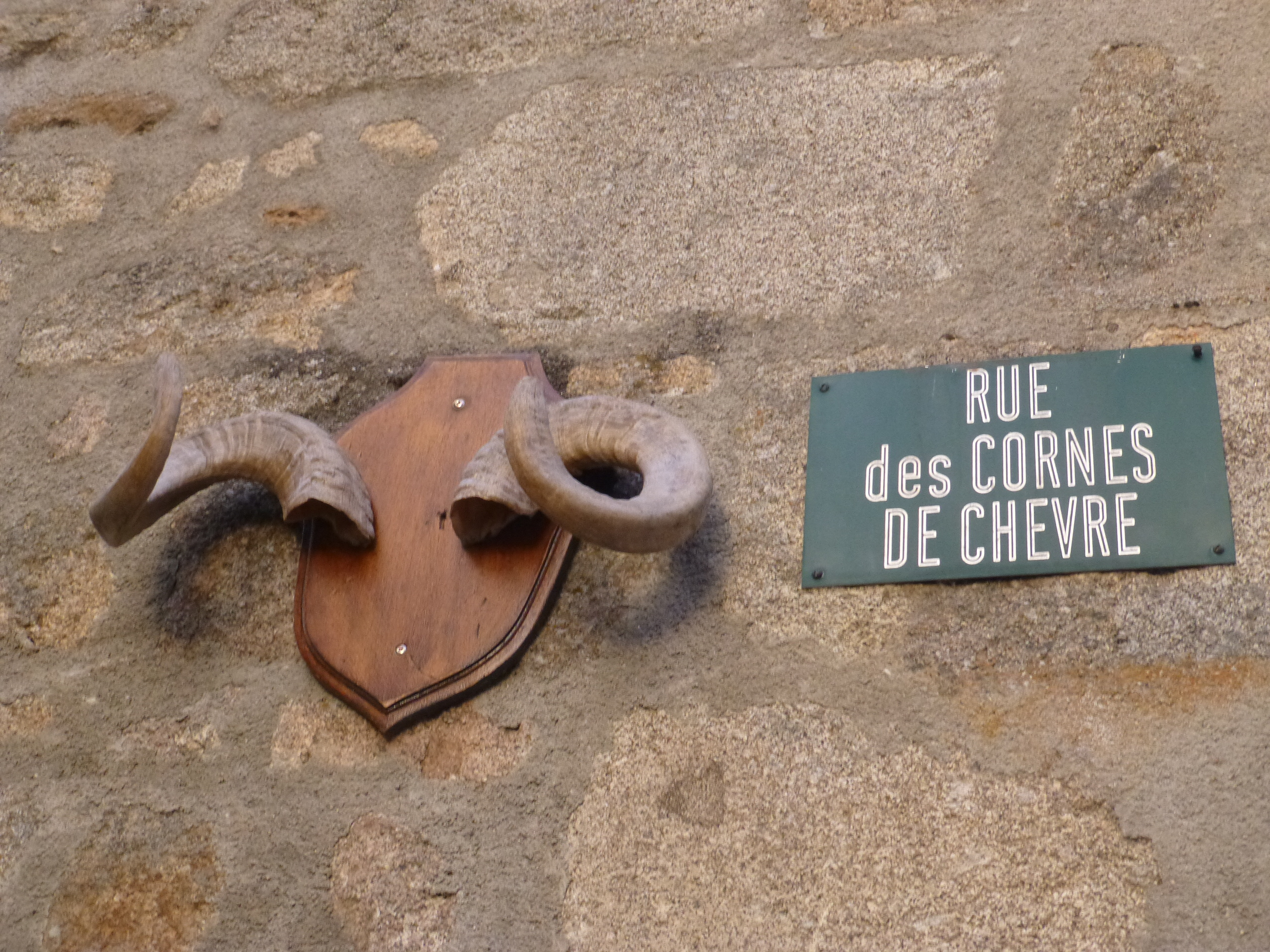
Rue des cornes de chèvres (juillet 2019). voir la page d'histoire sur la tour de l'Horloge pour un historique sur Bellegarde et les cornes de chèvres.

### Personnalités liées à la commune
- François Goubert (1735-1815), est un homme d'Église et un homme politique. Prévôt d'Aubusson en 1762, il devient curé à Bellegarde en 1788 et official de Chénérailles. Il est élu député du clergé de la Creuse en 1789.
- François Denhaut (1877-1952), ingénieur connu en particulier pour être un des inventeurs des hydravions à coque, est mort à Bellegarde-en-Marche.
- Lionel de Marmier (1897-1944), né à Bellegarde-en-Marche, pilote de l'armée de l'air et résistant, figure de la France libre.
- Hubert Védrine, diplomate et homme politique français, y est né en 1947, dans la maison de sa grand-mère maternelle, épouse du verrier limougeaud Francis Chigot (1879-1960)[26].

### Héraldique
|  | Les armoiries de Bellegarde-en-Marche se blasonnent ainsi : De sable aux trois pals d'argent chargés chacun de six tourteaux de gueules. |